# Monoclinal

Diagrama de bloques ilustrando las condiciones de formación de un monoclinal

Un monoclinal, o una estructura geológica monoclínica o un relieve monoclinal designan, en el campo de la geología y de la geomorfología, los relieves «estructurales» caracterizados por tener las capas geológicas paralelas y regularmente inclinadas en la misma dirección, con una inmersión moderada, en vastas extensiones y no afectadas por un pliegue.

## Formación

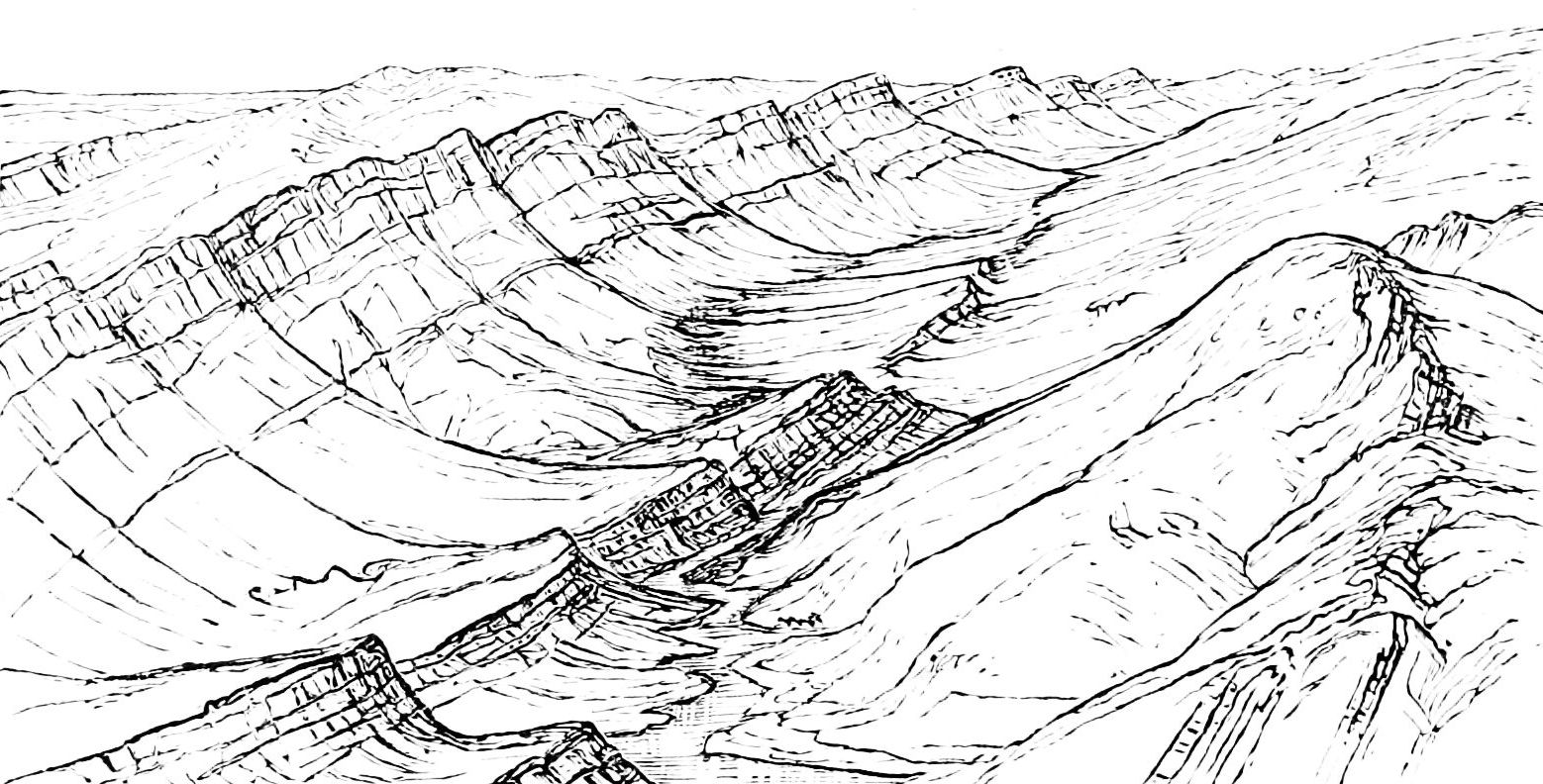
Esquema de una estructura monoclinal, aquí resultante de la erosión de un macizo por un curso de agua que ha excavado un valle

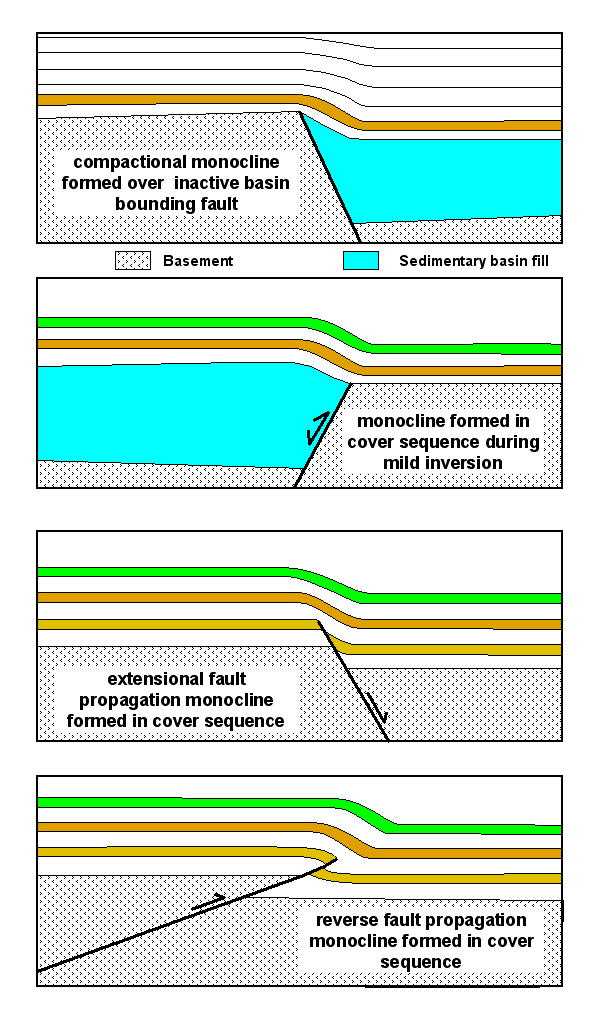
4 ejemplos de formación de inmersión inducidas por el conjunto de fallas, que predisponen a la aparición de un monoclinal

El relieve monoclinal resulta de la erosión (por el viento, por un río, por el mar, por un glaciar...) de capas sedimentarias regularmente inclinadas. La ruptura de una apilamiento sedimentario por una falla también puede ser el origen.
Los monoclinales se pueden formar de maneras diferentes (ver diagrama)
- por compactación diferencial sobre una estructura subyacente, particularmente una falla grande en el borde de una cuenca sedimentaria debido a la gran compactabilidad del relleno de la cuenca, la amplitud del pliegue se extinguirá gradualmente hacia arriba;[1]
- por reactivación leve de una falla extensional anterior durante una fase de inversión que causa un plegamiento en la secuencia suprayacente;[2]
- como una forma de propagación de los pliegue de una falla, durante la propagación hacia arriba de una falla extensional en el basamento en una secuencia de cobertura suprayacente;[3]
- como una forma de propagación de los pliegue de una falla, durante la propagación hacia arriba de una falla inversa en el basamento en una secuencia de cobertura suprayacente.[4]

En general, hay capas más duras en los apilamientos sedimentarios originados por la erosión. Las capas más duras de un monoclinal tienden naturalmente a estar menos erosionadas, luego se proyectan en saliente.
- Si la estructura es de amplitud paisajística, los monoclinales forman cuestas, cuyo lado más inclinado se llama «frente», en oposición al «reverso», que es el lado menos empinado.
- Un monoclinal también puede ser un cerro-testigo (residuo de capa dura, por ejemplo de la época terciaria, que ha protegido de la erosión las capas subyacentes más blandas. Puede tratarse de restos de viejas en los que esos restos han sido reducidos por la erosión.
- Un monoclinal puede resultar de un antebutte cuando la capa dura que protege un cerro-testigo finalmente ha sido degradada por la erosión, pero con partes del montículo aún persisten.

- En el borde de un valle, en relación con la inmersión de las capas, en un relieve monoclinal se habla de:

- «vertiente cataclinal», es una vertiente inclinada en la misma dirección que las capas;
- «vertiente anaclinal», es una vertiente opuesta a la anterior, inclinada en dirección opuesta a las capas ;
- «depresión ortoclinal», cuando la vertiente es perpendicular a la caída de las capas.

## Ejemplos
- Waterpocket Fold en el parque nacional Capitol Reef, Utah[5]
- Monoclinal Grandview-Phantom en  Grand Canyon, Arizona[6]
- Grand Hogback en Colorado[7]
- Montañas Lebombo en África del Sur[8]
- Monoclinal Lapstone en las Blue Mountains (Australia)[9]
- Monoclinal Beaumaris en Victoria (Australia)[10]
- Monoclinal Purbeck en la isla de Purbeck, Dorset, Inglaterra[11]
- Monoclinal Fore-Sudetic, Polonia[12]
- Monoclinal Sindh, Pakistán[13]
- Torres Flexure, sur  de Brasil[14]

|  |  |  |